# Rönnesjö
Rönnesjö är en sjö i Borås kommun i Västergötland och ingår i Viskans huvudavrinningsområde. Sjön är 4,5 meter djup, har en yta på 0,0438 kvadratkilometer och befinner sig 144,1 meter över havet.

## Delavrinningsområde
Rönnesjö ingår i det delavrinningsområde (639301-132291) som SMHI kallar för Ovan Lillån. Medelhöjden är 147 meter över havet och ytan är 15,84 kvadratkilometer. Räknas de 18 avrinningsområdena uppströms in blir den ackumulerade arean 545,25 kvadratkilometer. Avrinningsområdets utflöde Viskan mynnar i havet. Avrinningsområdet består mestadels av skog (65 %). Avrinningsområdet har 0,04 kvadratkilometer vattenytor vilket ger det en sjöprocent på 0,3 %. Bebyggelsen i området täcker en yta av 3,26 kvadratkilometer eller 21 % av avrinningsområdet.